# Diodak
Kurak Diodak (w serialu Kacze opowieści) albo Diodak Korba (w komiksach) – postać fikcyjna, bohater komiksów oraz filmów animowanych produkowanych przez studio Walta Disneya. 
Wymyślony przez klasycznego twórcę disnejowskich komiksów Carla Barksa Diodak jest postacią należącą do wykreowanego, znanego z komiksów „świata” Kaczora Donalda, znajdującego się w fikcyjnym mieście Kaczogród w fikcyjnym stanie Kalisota w USA. Mieszka przy ul. Chipowej 12 razem ze swoim pomocnikiem Wolframikiem. Po raz pierwszy Diodak wystąpił w 1952 roku, w komiksie Carla Barksa Gladstone's terrible secret (w Polsce wydany pod tytułem Szczęście Gogusia w KD nr 12 z 1994 roku), i od tamtej pory wciąż są tworzone nowe komiksy z udziałem tego bohatera. Pojawiał się też w serialu telewizyjnym Kacze opowieści (oryg. Duck Tales), w polskiej wersji językowej z lat dziewięćdziesiątych mówił głosem Ryszarda Olesińskiego. 
W komiksach pojawiają się też członkowie rodziny Diodaka: jego ojciec Fulton, dziadek Newtoniusz (występujący w komiksie Wielki rzeczny wyścig Carla Barksa) i pradziadek Nafton (pomocnik Kwantomasa we włoskich komiksach). Ma siostrzeńca Megajonka.

## Historia
Oryginalne, angielskie imię Diodaka brzmi Gyro Gearloose; w Polsce Diodak określany jest jako „kurak”, w oryginale zaś jest po prostu kurczakiem. Na jego charakterystyczny strój zwykle składają się m.in. binokle oraz mały kapelusz. Diodak słynie z tego, że jest „wynalazcą wszystkiego” – dla swoich klientów konstruuje co tylko sobie zażyczą. Bywa, że tworzy dziwne, często zupełnie niedorzeczne maszyny, przynoszące więcej szkody niż pożytku. Jednakże, to właśnie do niego zwracają się wszyscy kaczogrodzianie, kiedy mają jakiś problem. Diodak przyjaźni się z Kaczorem Donaldem i jego rodziną. Skonstruował Wolframika (ang. Little Helper albo Helper), który jest antropomorficzną żarówką pomagającą Diodakowi przy tworzeniu  wynalazków. Wolframik jest pierwszym udanym wynalazkiem Diodaka i jednocześnie jego najlepszym przyjacielem. Historię powstania Wolframika przybliża Don Rosa w komiksie „Pierwszy wynalazek” (Kaczor Donald Wydanie Specjalne 8/2005).
Diodak mieszka w domu, który jest zarazem jego warsztatem i laboratorium. Widnieje przed nim napis „Diodak – wynalazca wszystkiego”, lub „Wynalazki dla ludności”.
Diodak współpracuje też z wieloma tajnymi organizacjami w Kaczogrodzie (zarówno w komiksach jak i w serialu „Kacze opowieści”)